# Risorama

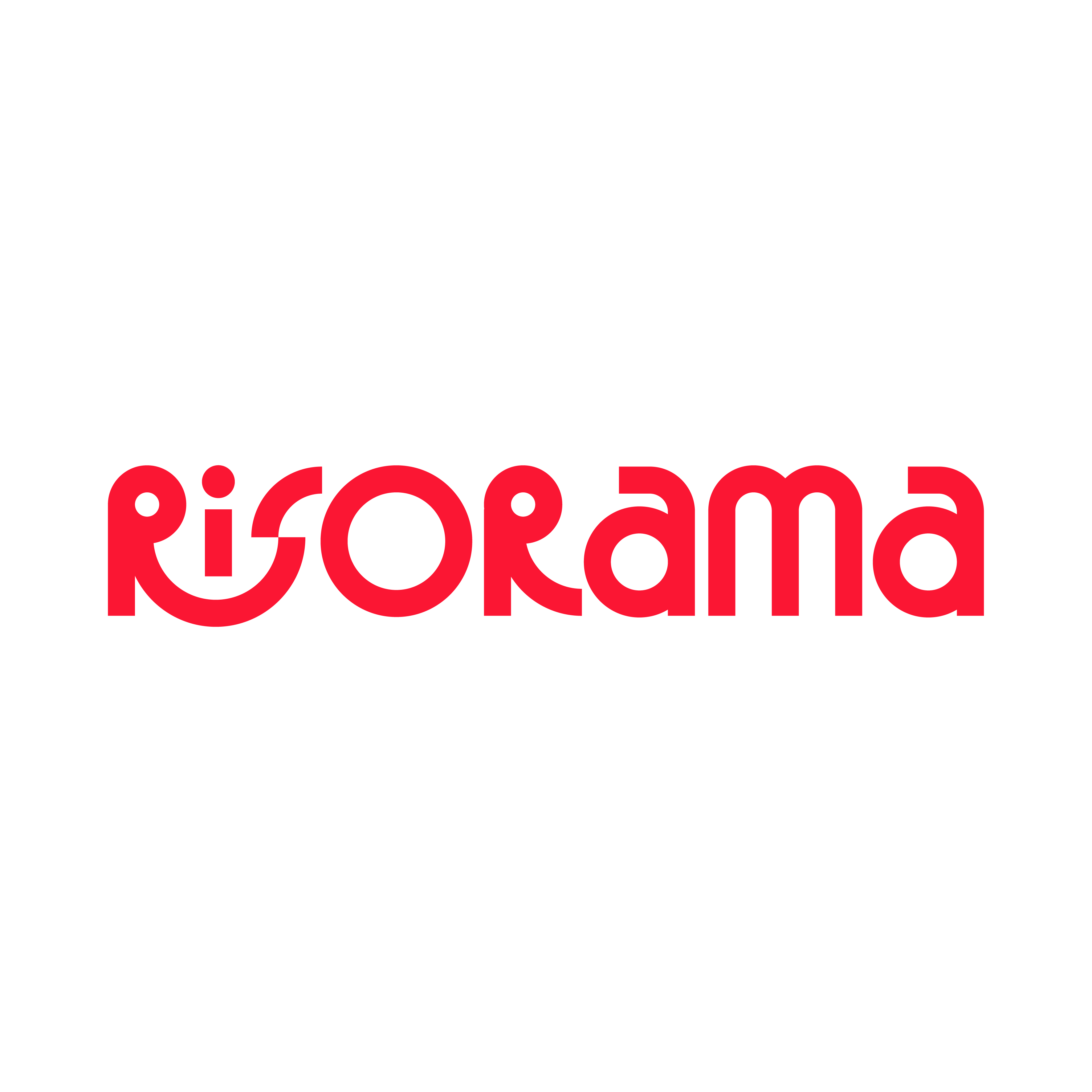
Logo do Festival Risorama

Risorama é um festival de humor brasileiro criado em 2004 pelo humorista curitibano Diogo Portugal para fazer parte do Festival de Curitiba, é considerado um dos pioneiros nesse estilo e um dos festivais de humor mais tradicionais do Brasil que mistura grandes estilos de stand-up comedy em um único palco.
O evento já recebeu nomes de várias gerações do humor como Geraldo Magela, Sergio Mallandro, Hélio de la Peña, Marcelo Mansfield, Oscar Filho, Danilo Gentili, Rafinha Bastos, Fábio Porchat, Ed Gama, Gustavo Mendes,  Evandro Santo, Nany People, Igor Guimarães, Bruna Louise entre outros humoristas do stand-up comedy.
Tradicionalmente acontece durante o Festival de Teatro de Curitiba, o que o torna o maior festival de comédia da América Latina.
Em 2021, o festival ganhou projeção nacional percorrendo mais de 10 cidades pelo Brasil reunindo artistas de estilos variados em locais como comedy clubs e casas de show.